# アーソナ
アーソナ（Urthona）は、ウィリアム・ブレイクによる、独自の象徴体系に基づく神話の登場人物である。
四人のゾアたち（Zoas）の一人であり、創造的イマジネーションを象徴する、北（North）のゾア（Zoa）である。

## 特性
- 呼び名 - 鍛冶屋（Blacksmith）
- 技 - 詩歌（Poetry）
- 願望 - 友情（Friendship）
- 場所 - 天底（Nadir）
- 方向性 - 広さ（Breadth）
- 金属 - 鉄（Iron）

対立物（Contrary）は、理性を象徴する南のユリゼン（Urizen）である。また、アーソナには、エマネーション（emanation）がいない。
永遠界（Eternity）から切り離されたアーソナは、ロス（Los）と呼ばれるようになる。ロスには、精神的な美しさ（Spiritual Beauty）とインスピレーション（Inspiration）を象徴するエニサーモン（Enitharmon）というエマネーションが与えられている。
アーソナ（Urthona）という名前は、「earth owner（大地／地球の所有者）」に由来する。